# الجمعية الفيزيائية
الجميعية الفيزيائية (بالألمانية: Der Physikalische Verein) - مجمع التربية والعلوم - أسست الجمعية العلمية في 24 أكتوبر 1824 في فرانكفورت أم ماين، والتي ترجع تأسيسها إلى اقتراح قدمه يوهان فولفجانج فون جوته. كانت حتى عام 1834 تحت مسمى المتحف الفيزيائي، بالإضافة إلى المحاضرات، كان تقدم الجمعية أيضًا زيارات لمجموعة الأجهزة العلمية تحت اسم المتحف الفيزيائي. في سياق القرن التاسع عشر، تطورت الجمعية إلى نوع من الجمعيات المراقبة التقنية لفرانكفورت و أكاديمية علمية.

## الخلفية
كانت الجمعية في عام 1914، أحد مؤسسي جامعة يوهان فولفجانج جوته في فرانكفورت أم ماين وساهمت في معاهدها العلمية ومبانيها. كان التعليم العلمي الواسع منذ البداية هدفًا ومحورًا لأنشطة الجميعية الفيزيائية.